# Regalskeppet Riksäpplet
Riksäpplet, eller Äpplet, officiellt HM Realskepp Riksäpplet, var ett regalskepp i den svenska Kungliga flottan. Riksäpplet byggdes på Gamla Varvet i Göteborg under ledning av den engelske skeppsbyggmästaren Francis Sheldon och sjösattes den 25 april 1661. Hennes bestyckning utgjordes av 84 kanoner av olika storlekar på två batteridäck.
I Skånska krigets inledningsskede deltog Riksäpplet i egenskap av viceamiralsskepp i flottans operationer, och ingick i tredje eskadern i det för svenskarna katastrofala sjöslaget mot en dansk-nederländsk flotta vid Ölands södra udde, den 1 juni 1676. Efter slaget drog sig delar av flottan tillbaka till örlogshamnen i Dalarö, där Riksäpplet ankrade intill klipporna vid  Dalarö skans för att få skydd av skansens kanoner. Natten till den 25 juni blåste en hård storm upp på Mysingen. I ett försök att lägga fartyget i lä för vinden lossade besättningen stockankaret ur bottenskiktet. Riksäpplet slet sig då från sina förtöjningar och drev utmed skansholmens östra sida, tills hon hamnade med styrborslåringen på en liten kobbe, fick kraftig slagsida och sjönk strax söder om Aspön.
Riksäpplets vrak ligger idag på 15 meters djup. Vraket påstås ibland ha varit helt intakt och mer välbevarat än skeppet Vasa fram till 1921, då det ska ha sprängts. I själva verket har skeppet dock brutits ner kontinuerligt sedan förlisningen i samband med olika bärgningsarbeten, men är fortfarande i tämligen gott skick. År 1868 sprängdes vraket med dynamit för att tillvarata svartek. Mindre delar av detta virke lär ha använts för att tillverka portarna till Stockholms stadshus, som uppfördes mellan 1911 och 1923. Många skulpturer har genom åren bärgats från vraket, varav större delen finns bevarade på Sjöhistoriska museet i Stockholm.